# 21964 Kevinhousen
21964 Kevinhousen è un asteroide della fascia principale. Scoperto nel 1999, presenta un'orbita caratterizzata da un semiasse maggiore pari a 3,2174357 UA e da un'eccentricità di 0,0422071, inclinata di 13,70835° rispetto all'eclittica.